# 奥德拉德
奥德拉德是德国石勒苏益格－荷尔斯泰因州的一个市镇。总面积11.26平方公里，总人口318人，其中男性160人，女性158人（2011年12月31日），人口密度28人/平方公里。